# Pachypus caesus
Pachypus caesus är en skalbaggsart som beskrevs av Wilhelm Ferdinand Erichson 1840. Pachypus caesus ingår i släktet Pachypus och familjen Pachypodidae. Inga underarter finns listade i Catalogue of Life.